# Chữ nho

Chữ hán, Chữ nho, Hán tự

Chữ nho (viet. 𡦂儒) war die Schrift der Konfuzianer in Vietnam. Diese Schrift wurde während der eintausend Jahre chinesischer Herrschaft (111 vor Ch. bis ins 9. Jh.) eingeführt und nach dem Entstehen der Lý-Dynastie beibehalten, um vom 10. bis ins 19. Jahrhundert dem Beamtenapparat und den Literaten zu dienen.
In Vietnam wurden chinesische Schriftzeichen ursprünglich nur benutzt, um Chữ hán (klassisches Chinesisch) zu schreiben.
In Chữ nôm wurde die Benutzung dieser Schriftzeichen erweitert und eine große Anzahl neuer Schriftzeichen erfunden.